# Нечуйвітер Крашана
Нечуйвітер Крашана (Hieracium krasanii) — вид рослин з родини айстрових (Asteraceae), поширений у Румунії й Україні.

## Опис
Багаторічна рослина висотою 20–35 см. Стебло б.-м. на всій довжині залозисте й зірчасто запушене. Листки запушені помірно. Обгортки 8–11 мм довжиною. Залозок на листочках обгорток значна кількість, іноді багато. Рильця жовті (до темних).

## Поширення
Поширений у Румунії й Україні.
В Україні вид зростає в субальпійському й альпійському поясах — у Карпатах (гори Пікуй, Кукуль, Синяк, Попадя, Менчул, Чивчин).